# Sinzig
Sinzig – miasto w Niemczech, w kraju związkowym Nadrenia-Palatynat, w powiecie Ahrweiler. Liczy 17 490 mieszkańców (31 grudnia 2009).